# Talib Shareef
Talib M.  Shareef (ursprünglich Thomas Galloway, geboren ca. 1961 in New York City) ist ein ehemaliger US-Militär und eine US-amerikanische Persönlichkeit des Islam in den Vereinigten Staaten christlicher Herkunft.

## Leben
Talib Shareef ist der Präsident und Imam der historischen Masjid Muhammad, The Nation’s Mosque in Washington, D.C. im Stadtviertel Shaw. Kurz vor seiner Militärausbildung war er zum Islam konvertiert. In 30 Jahren Dienst in der United States Air Force war er bis zum Chief Master Sergeant aufgestiegen. Er war jahrelang im Nahen Osten stationiert und war Teilnehmer an den US-amerikanischen Militär-Operationen Desert Storm in Kuwait, Enduring Freedom im Irak und Provide Comfort an der Grenze zur Türkei.
Er erwarb einen MBA-Abschluss der American Intercontinental University, ein Diplom der Islamischen Universität Imam Muhammad ibn Saud und einen Abschluss des Defense Language Institute Foreign Language Center in Arabic and Middle Eastern Studies (Fremdsprachenzentrum des Defence Language Institute für Arabisch- und Nahoststudien).
Shareef war Schüler von W. D. Mohammed, dem Sohn des Nation of Islam-Gründers Elijah Muhammad. Talib Shareef diente als Imam in fünf US-Städten und an sieben Militärstandorten auf der ganzen Welt. Er hat die höchste Königliche Medaille des Königreichs Marokko für seine herausragende interreligiöse Führung erhalten und wurde vom amerikanischen Präsidenten Barack Obama im Weißen Haus für seine Verdienste geehrt.
Er war Mitorganisator, sprach und leitete das historische Gebet der islamischen Gemeinde in der Washington National Cathedral.

„Invited and sponsored by the U.S. Department of State and the Saudi Ministry of Foreign Affairs to speak in several cities and meet with various local, national and international leaders in the Kingdom of Saudi Arabia with emphasis on Human Rights, Islam in the U.S., Interfaith and combating terrorism.“

Zu den von Talib Shareef ausgeübten Ämtern zählt auch die der Präsidentschaft der Muslim American Military Association (MAMA).
Er war einer der Unterzeichner des Offenen Briefes an al-Baghdadi.
Er ist auch im muslimisch-jüdischen Dialog engagiert.